# 梅尔瑟伊
梅尔瑟伊（法語：Merceuil，法語發音：[mɛʁsœj]）是法国科多尔省的一个市镇，位于该省南部，属于博讷区。

## 地理
梅尔瑟伊（46°56'57"N, 4°50'30"E）面积13.8 平方千米，位于法国勃艮第-弗朗什-孔泰大區科多尔省，该省份为法国中东部省份，北起奥布省，西接涅夫勒省和约讷省，南至索恩-卢瓦尔省，东南接汝拉省，东临上索恩省，东北部与上马恩省接壤。
与梅尔瑟伊接壤的市镇（或旧市镇、城区）包括：蒙塔尼莱博讷、圣玛丽拉布朗什、塔伊、布利尼莱博讷、科尔塞勒莱萨尔、默尔索、德米尼、圣卢-热昂日。

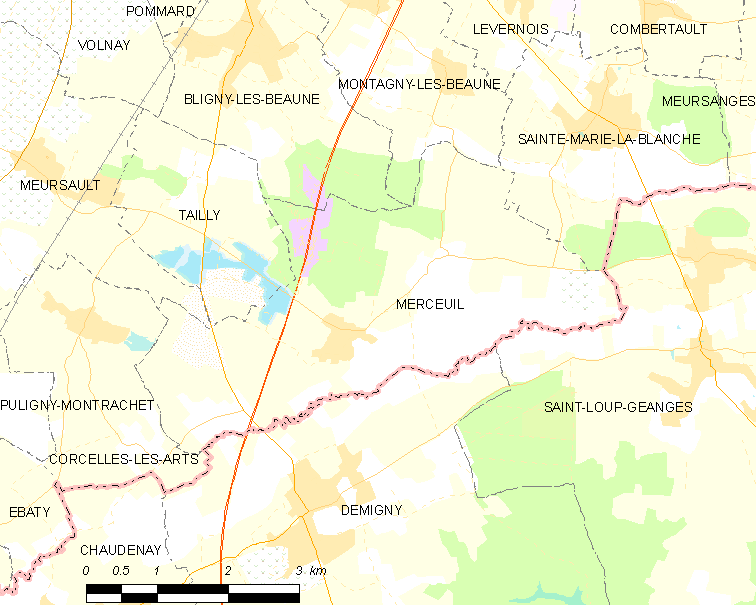
梅尔瑟伊的OSM定位图

梅尔瑟伊的时区为UTC+01:00、UTC+02:00（夏令时）。

## 行政
梅尔瑟伊的邮政编码为21190，INSEE市镇编码为21405。

## 政治
梅尔瑟伊所属的省级选区为拉杜瓦-塞里尼县。

## 人口

1962-2008年间梅尔瑟伊人口变化图示

梅尔瑟伊于2022年1月1日时的人口数量为814人。